# Kim Song-i
Kim Song-i (nacida el 10 de agosto de 1994) es una jugadora de tenis de mesa de Corea del Norte. En agosto de 2016, se encontraba en el puesto número 50 del mundo basado en el ranking de la Federación Internacional de Tenis de Mesa. Ganó la medalla de bronce para Corea del Norte en los Juegos Olímpicos de Río de Janeiro 2016.

## Carrera
Su estilo pertenece al clásico y diestro, caracterizado también por ser muy defensivo.
En 2012 en Helsingborg ganó el título en el evento de individuales femeninos en el Abierto de Suecia.

### Río de Janeiro 2016
En la tercera ronda, venció a la japonesa Kasumi Ishikawa, clasificada como la número seis del mundo. Luego venció a Yu Meng Yu, puesto 15, con un resultado de 4-2 antes de perder ante Ding Ning, en las semifinales, con un marcador de 4-1. En el partido por la medalla de bronce, venció a la japonesa Ai Fukuhara con una puntuación de 4-1, obteniendo así la medalla de bronce.
| Atleta     | Evento                            | Preliminario       | Ronda 1            | Ronda 2                | Ronda 3              | Ronda de 16          | Cuartos de final   | Semifinales        | Final / Bronce       | Final / Bronce    |
| Atleta     | Evento                            | Oponente Resultado | Oponente Resultado | Oponente Resultado     | Oponente Resultado   | Oponente Resultado   | Oponente Resultado | Oponente Resultado | Oponente Resultado   | Posición          |
| ---------- | --------------------------------- | ------------------ | ------------------ | ---------------------- | -------------------- | -------------------- | ------------------ | ------------------ | -------------------- | ----------------- |
| Kim Song-i | Tenis de mesa individual femenino | —                  | —                  | Grzybowska (POL) G 4–0 | Ishikawa (JPN) G 4–3 | Chen S-y (TPE) G 4–2 | Yu My (SIN) G 4–2  | Ding N (CHN) P 1–4 | Fukuhara (JPN) G 4–1 | Medalla de bronce |